# Liste der Biografien/Hari
Liste der Biografien |
Portal Biografien |
Personensuche
# |
A |
B |
C |
D |
E |
F |
G |
H |
I |
J |
K |
L |
M |
N |
O |
P |
Q |
R |
S |
T |
U |
V |
W |
X |
Y |
Z |
?
 
Ha |
Hd |
He |
Hi |
Hj |
Hk |
Hl |
Hm |
Hn |
Ho |
Hr |
Hs |
Ht |
Hu |
Hv |
Hw |
Hy
 
Haa |
Hab |
Hac |
Had |
Hae–Haf |
Hag |
Hah |
Hai |
Haj |
Hak |
Hal |
Ham |
Han |
Hao |
Hap |
Haq |
Har |
Has |
Hat |
Hau |
Hav |
Haw |
Hax |
Hay |
Haz
 
Hara |
Harb |
Harc |
Hard |
Hare |
Harf |
Harg |
Harh |
Hari |
Harj |
Hark |
Harl |
Harm |
Harn |
Haro |
Harp |
Harr |
Hars |
Hart |
Haru |
Harv |
Harw |
Harx |
Hary |
Harz
Die Liste der Biografien führt alle Personen auf, die in der deutschsprachigen Wikipedia einen Artikel haben. Dieses ist eine Teilliste mit 119 Einträgen von Personen, deren Namen mit den Buchstaben „Hari“ beginnt.

## Hari
- Hari Singh (1895–1961), Maharaja von Jammu und Kaschmir
- Hari, Badr (* 1984), niederländisch-marokkanischer Kampfsportler
- Hari, Dora (* 1932), Schweizer Gastronomin und Pionierin des Frauenschwingens
- Hari, Erwino (* 1933), Schweizer Skilangläufer
- Hari, Fabian (* 1996), Schweizer Unihockeyspieler
- Hari, Fritz (1928–2024), Schweizer Politiker (SVP)
- Hari, Gregory Tara (* 1993), Künstler aus der Schweiz
- Hári, János (* 1992), ungarischer Eishockeyspieler
- Hari, Johann (* 1979), britischer Journalist und Kolumnist
- Hari, Konrad (* 1978), Schweizer Skirennläufer
- Hari, Mata (1876–1917), niederländische Tänzerin, Kurtisane und SpioninMata Hari (1876–1917)

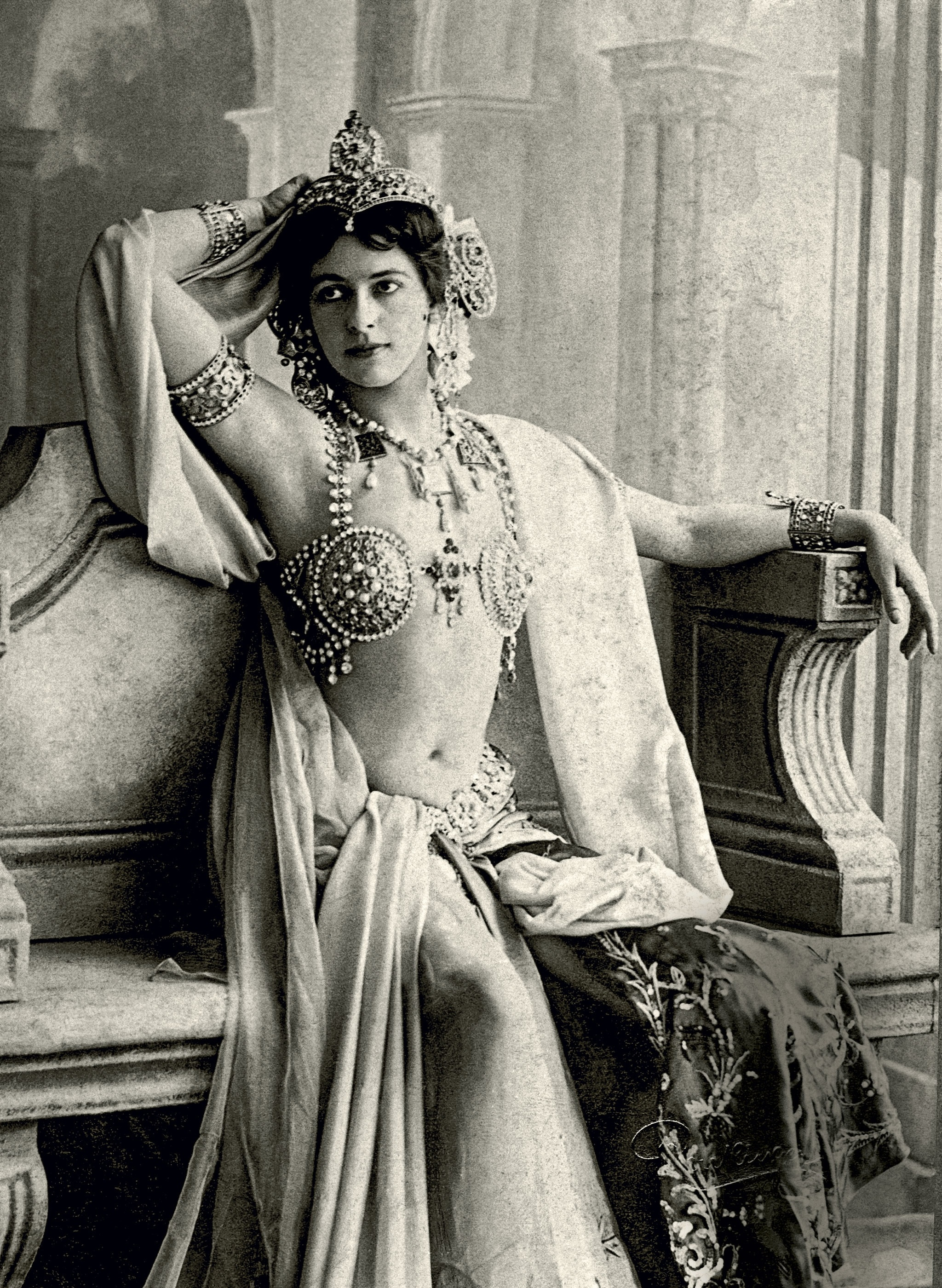
Mata Hari (1876–1917)

- Hari, Max (* 1950), Schweizer Kunstpädagoge und Kunstmaler
- Hari, Riitta (* 1948), finnische Neurowissenschaftlerin

### Harib
- Harib, Abdulrahman Al (* 1995), katarischer Tennisspieler
- Haribowo, Johanes (1943–2021), indonesischer Offizier

### Haric
- Harich, Armin (* 1969), deutscher Gleitschirmpilot
- Harich, Björn (* 1976), deutscher Jurist und Richter am Bundessozialgericht
- Harich, Walther (1888–1931), deutscher Schriftsteller und Literaturhistoriker
- Harich, Wolfgang (1923–1995), deutscher Philosoph und Journalist in der DDRWolfgang Harich (1923–1995)

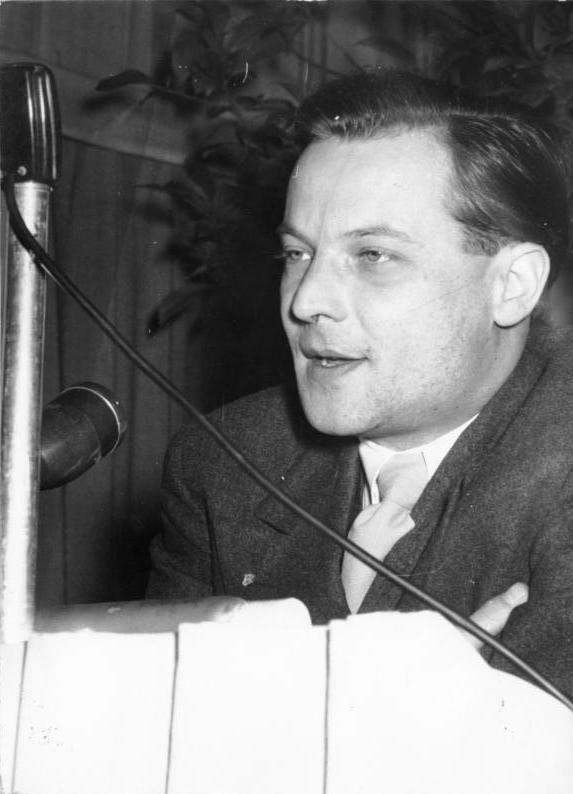
Wolfgang Harich (1923–1995)

- Harich-Schneider, Eta (1894–1986), deutsche Cembalistin, Musikwissenschaftlerin und Japanologin
- Harich-Schwarzbauer, Henriette (* 1955), österreichische Klassische Philologin (Latinistin)

### Harid
- Haridatta, indischer Mathematiker und Astronom
- Haridopolos, Mike (* 1970), US-amerikanischer Politiker der Republikanischen Partei, Hochschullehrer und Autor

### Harif
- Harifai, Zaharira (1929–2013), israelische Schauspielerin

### Harig
- Harig, Dieter (1933–2017), deutscher Fußballspieler und -trainer
- Harig, Georg (1935–1989), deutscher Medizinhistoriker
- Harig, Gerhard (1902–1966), deutscher Physiker und Hochschullehrer in der DDR
- Harig, Hans-Dieter (1938–2024), deutscher Manager
- Harig, Ludwig (1927–2018), deutscher Schriftsteller und Übersetzer
- Harig, Matthias (* 1960), deutscher Jazz-Trompeter
- Harig, Michael (* 1960), deutscher Politiker (CDU), Landrat des Landkreises Bautzen 2001–2022
- Harig, Paul (1900–1977), deutscher Politiker (KPD), MdB
- Harig, Peter (1893–1981), deutscher Politiker (CDU), MdL
- Harigaya, Takeaki (* 1998), japanischer Fußballspieler

### Harih
- Hariharananda (1907–2002), hinduistischer Mönch

### Harik
- Harika, D. (* 1991), indische Schachmeisterin
- Harikrishna, P. (* 1986), indischer Schachgroßmeister

### Haril
- Harila, Kari (* 1968), finnischer Eishockeyspieler
- Harila, Kristin (* 1986), norwegische Extrembergsteigerin sowie ehemalige LangläuferinKristin Harila (* 1986)

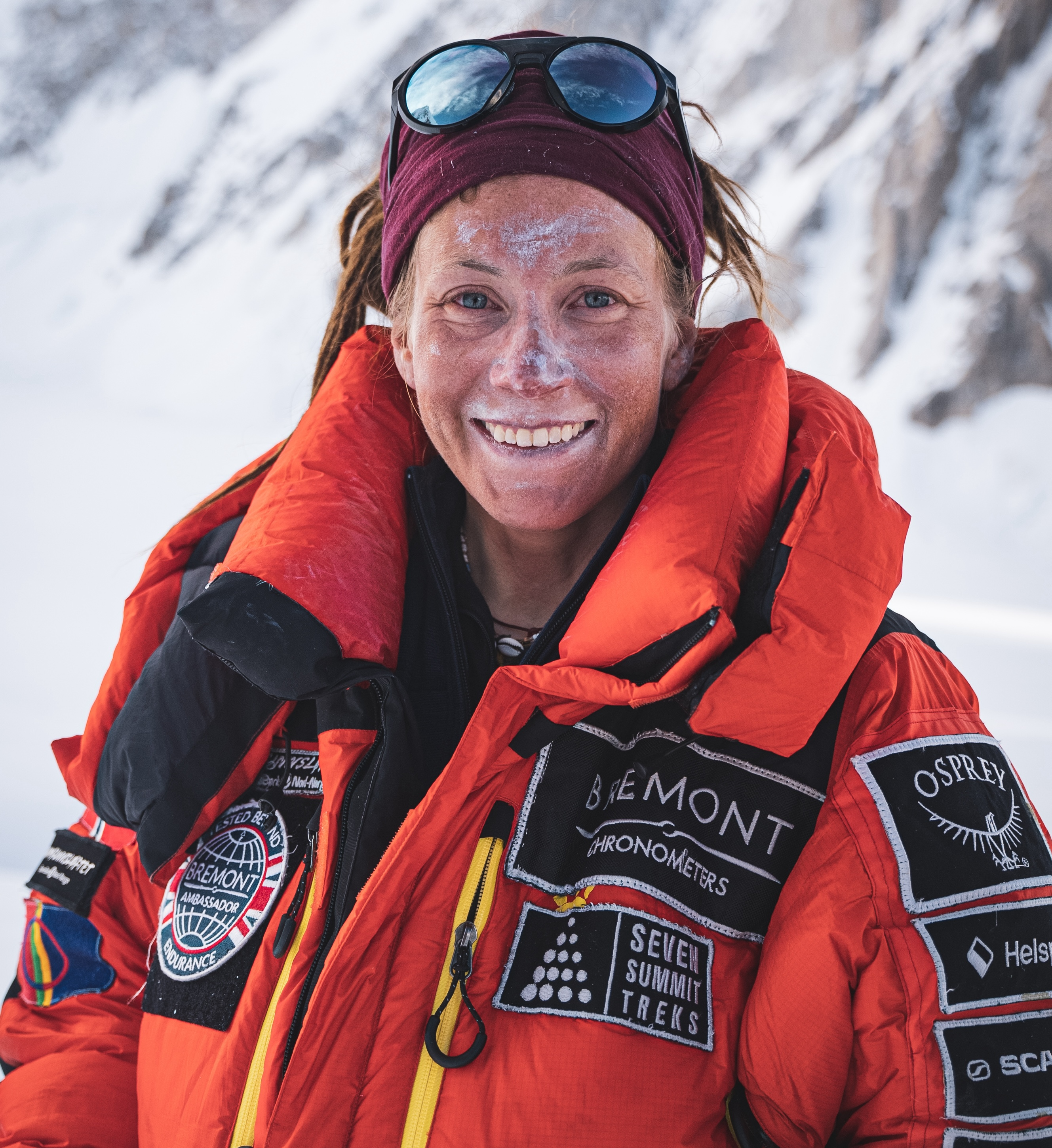
Kristin Harila (* 1986)

### Harim
- Harimoto, Miwa (* 2008), japanische Tischtennisspielerin
- Harimoto, Tomokazu (* 2003), japanischer Tischtennisspieler

### Harin
- Haring, Annet (* 1934), niederländische Bildhauerin
- Häring, Bernhard (1912–1998), katholischer Moraltheologe
- Haring, Chris (* 1970), österreichischer Tänzer und Choreograf
- Haring, Claus (1926–2016), deutscher Psychiater
- Häring, Friedhelm (* 1947), deutscher Kunsthistoriker und Museumsdirektor
- Haring, Fritz (1907–1990), deutscher Tierzüchter und Hochschullehrer
- Haring, Gabriele (* 1965), österreichische Fernsehansagerin und Moderatorin
- Häring, Georg (1885–1973), deutscher Politiker (SPD), hessischer Staatsminister
- Häring, Gustav (1927–2019), bayerischer Verwaltungsjurist und Polizeibeamter
- Haring, Hanfried (* 1941), deutscher Agrarwissenschaftler und Pferdesportfunktionär
- Häring, Hans (1908–1990), deutscher Volkswirt und Politiker (CDU), MdL
- Häring, Hans-Ulrich (* 1951), deutscher Diabetologe
- Häring, Hermann (* 1937), deutscher Theologe
- Häring, Hugo (1882–1958), deutscher Architekt
- Haring, Jacobus (1913–1989), niederländischer Großmeister der Schachkomposition
- Haring, Johann (1867–1945), österreichischer römisch-katholischer Theologe sowie Hochschullehrer
- Häring, Johann Baptist (1716–1790), deutscher Baumeister der Barockzeit
- Haring, John (1739–1809), US-amerikanischer Politiker
- Haring, Josef (1940–2023), deutscher Ordensgeistlicher und römisch-katholischer Bischof von Limoeiro do Norte
- Haring, Keith (1958–1990), US-amerikanischer KünstlerKeith Haring (1958–1990)

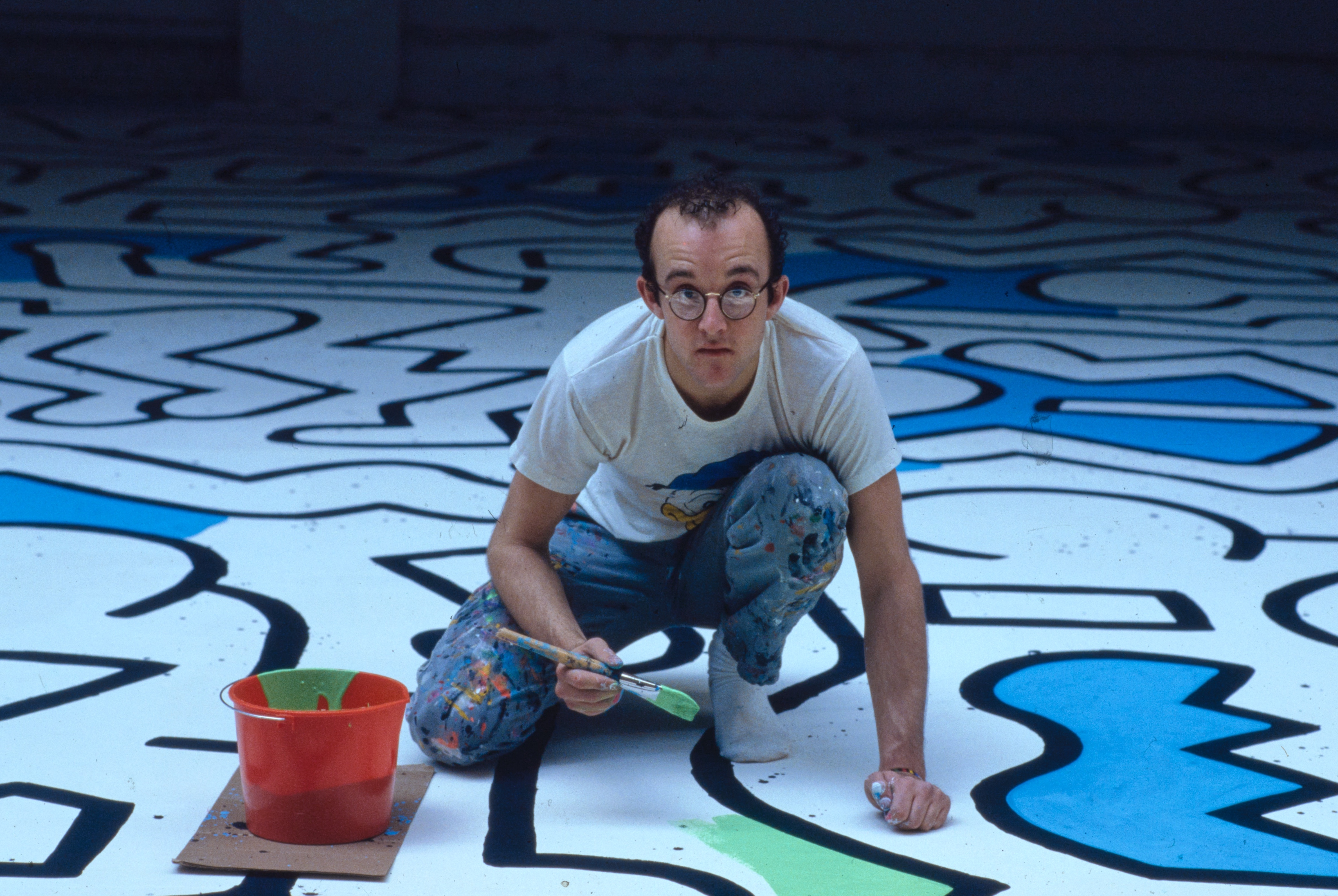
Keith Haring (1958–1990)

- Häring, Mario (* 1989), deutsch-japanischer Pianist
- Häring, Nikolaus M. (1909–1982), deutscher Theologe
- Häring, Norbert (* 1963), deutscher Wirtschaftsjournalist
- Haring, Peter (* 1993), österreichischer Fußballspieler
- Haring, Robin (* 1982), deutscher Epidemiologe und Autor
- Haring, Roswitha (* 1960), deutsche Schriftstellerin
- Häring, Rudolf (1928–1998), deutscher Chirurg dn Hochschullehrer
- Haring, Ruth (1955–2018), US-amerikanische Schachspielerin
- Häring, Sibylle (* 2000), Schweizer Leichtathletin
- Häring, Tanja (* 1976), deutsche Kamerafrau
- Haring, Veronika (* 1948), slowenisch-deutsche Europaaktivistin, Ausstellungsgestalterin und Autorin
- Haring, Wilhelm (1900–1975), deutscher Pädagoge
- Haringa, Ingrid (* 1964), niederländische Radrennfahrerin und Eisschnellläuferin
- Haringer, Jakob (1898–1948), deutscher Schriftsteller
- Haringer, Karl Franz Joseph (1686–1734), österreichischer Barockmaler
- Häringer, Michael Andreas (* 2001), spanischer Pianist und Komponist deutscher AbstammungMichael Andreas Häringer (* 2001)

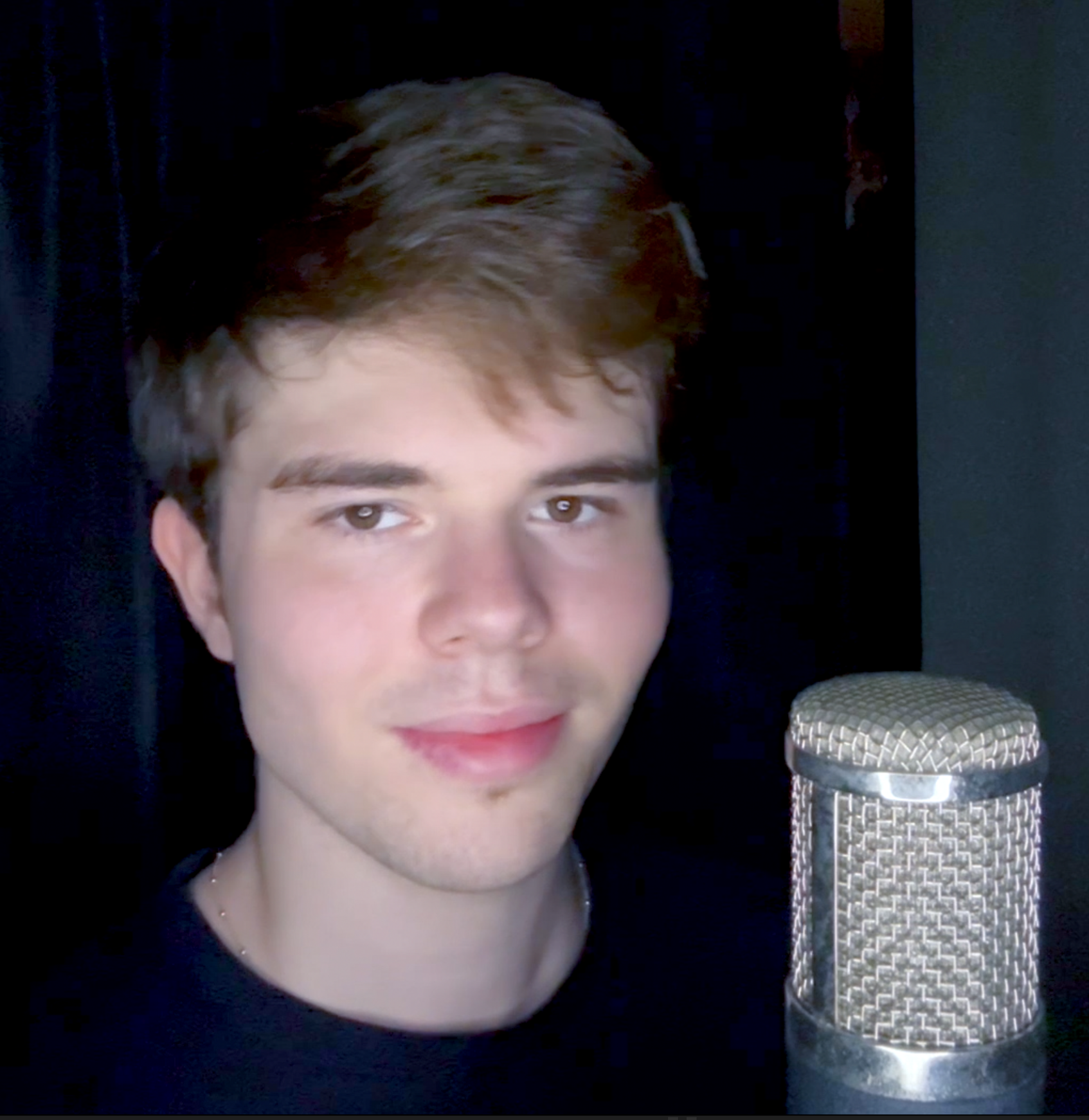
Michael Andreas Häringer (* 2001)

- Häringer, Paul (1962–2015), deutscher Eishockeytorwart
- Haringer, Sigmund (1908–1975), deutscher Fußballspieler
- Harings, Ger (* 1948), niederländischer Radrennfahrer
- Harings, Huub (* 1939), niederländischer Radrennfahrer
- Harings, Jan (* 1945), niederländischer Radrennfahrer
- Harings, Peter (* 1961), niederländischer Radrennfahrer
- Harington, Charles (1910–2007), britischer General
- Harington, Charles Robert (1897–1972), britischer organischer Chemiker und Biochemiker
- Harington, Dominic (* 1984), britischer Snowboarder
- Harington, John († 1612), englischer Dichter und Höfling
- Harington, Joy (1914–1991), britische Schauspielerin, Drehbuchautorin, Fernseh-Produzentin und Regisseurin
- Harington, Kit (* 1986), britischer SchauspielerKit Harington (* 1986)

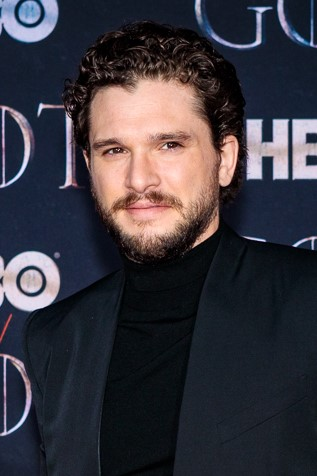
Kit Harington (* 1986)

- Harinordoquy, Imanol (* 1980), französischer Rugbyspieler

### Hario
- Hariobaud, alamannischer Gaukönig
- Hariot, Mabel (1908–1996), deutsche Filmschauspielerin

### Harir
- Harir, Sharif, sudanesischer Anthropologe und Politiker
- Harirchi, Iraj (* 1966), iranischer Politiker und Arzt
- Hariri, Ali (1009–1079), kurdischer Dichter
- Hariri, Bahaa (* 1966), libanesischer Unternehmer
- Hariri, Bahiya al- (* 1952), libanesische Politikerin und Parlamentsabgeordnete
- Hariri, Franso (1937–2001), irakischer Politiker der KDP
- Hariri, Omar El- (1944–2015), libyscher Politiker, Exekutivratsmitglied des Nationalen Übergangsrats von Libyen
- Hariri, Rafiq al- (1944–2005), libanesischer Ministerpräsident
- Hariri, Saad (* 1970), libanesischer Politiker

### Haris
- Haris, Della Destiara (* 1992), indonesische Badmintonspielerin
- Haris, Niki (* 1962), US-amerikanische Sängerin
- Harisch, Theo (1920–2010), österreichischer Szenenbildner und Maler bei Film und Fernsehen
- Harish-Chandra (1923–1983), indischer Mathematiker
- Harishankar, G. (1958–2002), südindischer Kanjiraspieler
- Harispe, Jean Isidore (1768–1855), französischer General und Marschall von Frankreich

### Harit
- Harit, Amine (* 1997), marokkanisch-französischer FußballspielerAmine Harit (* 1997)

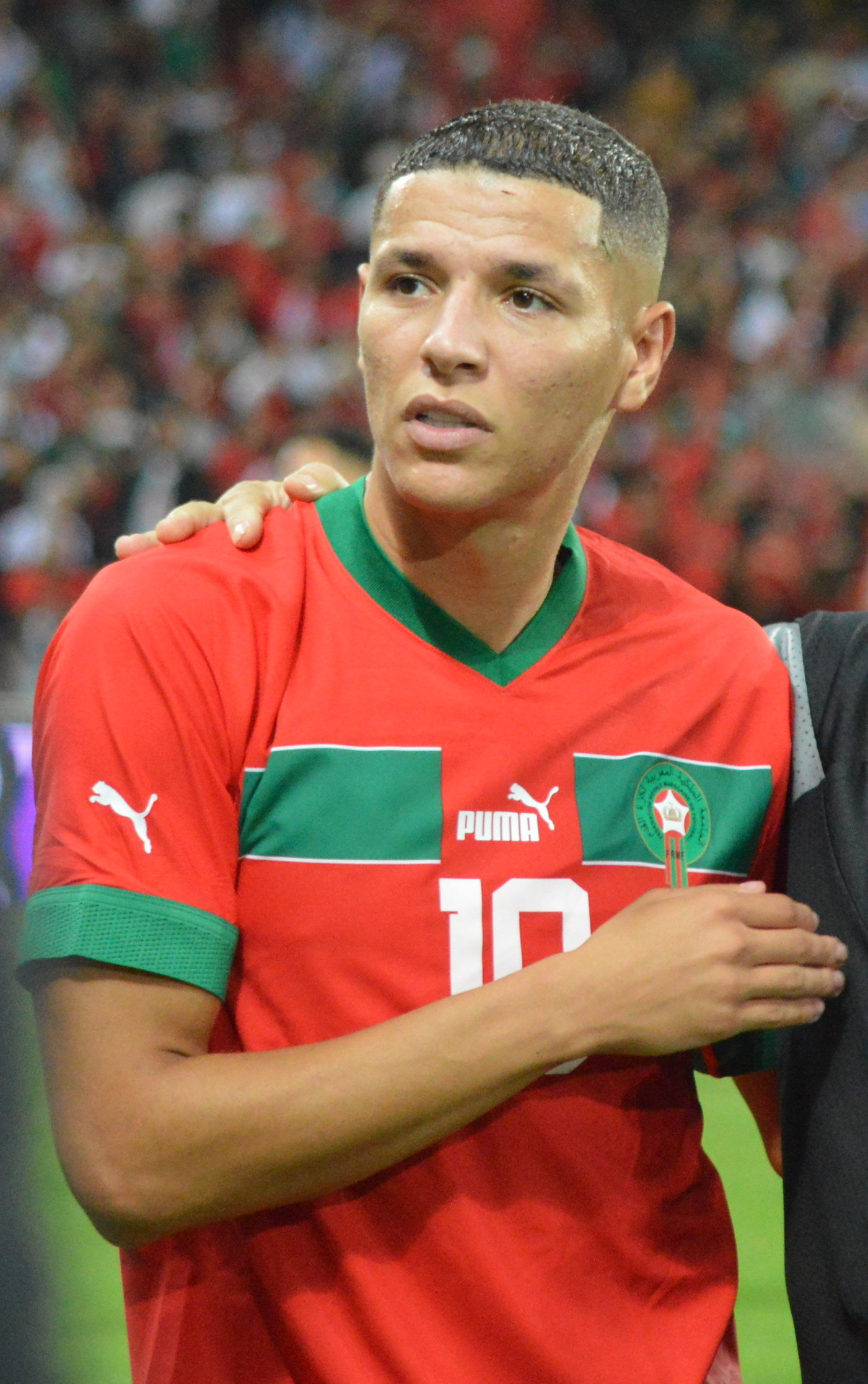
Amine Harit (* 1997)

- Harith ibn Kalada, al-, arabischer Arzt
- Harith, Dalal Mesfer al (* 1999), katarische Sprinterin
- Hārith, Dschuwairiya bint al- († 676), Ehefrau Mohammeds
- Haritonenko, Alexander (* 1983), deutscher American-Football-Spieler
- Haritonenko, Nic (* 1989), deutscher American-Football-Spieler
- Haritsu, Ogawa (1663–1747), japanischer Künstler
- Haritz, Günter (* 1948), deutscher Radrennfahrer
- Haritzer, Christopher (* 1987), österreichischer Jazz- und Volksmusiker

### Hariu
- Hariulfus, römischer Leibgardist

### Hariy
- Hariya, Keito (* 2003), japanischer Fußballspieler
- Hariyanto, Agus (* 1976), chinesischer Badmintonspieler (Hongkong) indonesischer Herkunft